# Jacek Ponikowski
Jacek Ponikowski (ur. 21 sierpnia 1955 w Węgrowie) – polski ksiądz katolicki, działacz społeczny.

## Życiorys
Święcenia kapłańskie przyjął 8 czerwca 1985, od 1987 mieszkał w Laskach, pracował jako katecheta w Zakładzie dla Dzieci Niewidomych, w latach 1987-1995 był Krajowym Duszpasterzem Niewidomych. W 1995 założył Dom dla Niewidomych Mężczyzn im. Matki Elżbiety Czackiej w Niepołomicach, którego jest dyrektorem. Za swoją działalność otrzymał w 2014 Nagrodę im. księdza Józefa Tischnera.